# Rio Hărbărău
O Rio Hărbărău é um rio da Romênia, afluente do Jijia, localizado no distrito de Iaşi.